# Сидерит
Сидеритът е минерал, изграден от железен карбонат FeCO3. Името му произлиза от гръцката дума за желязо. Сидеритът е ценен железен минерал, тъй като съдържа 47% желязо, но не и сяра или фосфор. Цветът му варира от жълто до тъмнокафяво и черно.
Сидерит е и остарял термин за метеорит, съставен основно от желязо и никел.
Често се използва в механо-строителството под формата на сплав от желязо и никел.